# Nai Barghouti
Nai Barghouti (1996) is een Palestijns zangeres, musicus en songwriter. In haar muziek en zangstijl combineert ze traditionele en klassieke Arabische en Palestijnse muziek met westerse klassieke muziek en jazz.

## Biografie
Nai Barghouti groeide op in Ramallah, in de bezette gebieden in Palestina. Ze werd door haar ouders vernoemd naar de ney, een soort fluit. Haar vader is ingenieur en mensenrechtenactivist, haar moeder is seksueel voorlichter. In haar familie was veel belangstelling voor kunst en muziek: haar moeder zong in een koor, haar vader was enige tijd choreograaf en haar oudere zus Jenna studeerde viool. Ze kwam zo al vroeg in aanraking met allerlei soorten muziek: westerse, Arabische en Indiase klassieke muziek, pop en jazz. Sinds haar kindertijd waren Umm Kulthum, Sayed Darwish, Zakariyah Ahmad, Mohammed Abdel Wahab, Ziyad Rahbani, de Rahbani broers (Assi en Mansour) en in het bijzonder Fairuz muzikale voorbeelden voor Barghouti.
Barghouti studeerde dwarsfluit in combinatie met westerse klassieke muziek aan het Edward Said Conservatorium in Jeruzalem. Op haar 16e ging ze verder studeren in Bloomington (Indiana) in de Verenigde Staten. Ook deze opleiding was sterk gericht op westerse klassieke muziek. Barghouti besloot dat ze zich meer in jazz en jazz-zang wilde verdiepen. In 2016 maakte ze daarom de overstap naar het Conservatorium van Amsterdam. Hier kon ze jazz studeren en kreeg ze de vrijheid om aan haar eigen projecten te werken en hier haar Arabische wortels in te verwerken. Ze behaalde in Amsterdam een master in jazzmuziek.

## Stijl en thematiek
Barghouti ontwikkelde een eigen vocale stijl die ze 'naistrumentation' of 'naistrumenting' noemt. In deze stijl zingt ze zonder woorden en met veel versieringen. Ze combineert hierbij elementen uit vocale jazz (met name scat) en Arabische muziek. Barghouti zingt en speelt tijdens haar concerten zowel eigen werk als werk van Arabische zangers en componisten als Fairouz, Umm Kulthum, Marcel Khalife, Mohammed Abdel Wahab, Zakariyya Ahmad, Riad al Sunbati en de Rahbani broers.
Een van de thema's in Barghouti's werk is de Israëlische bezetting van Palestina. In 2022 droeg ze een nummer op aan Shireen Abu Akleh, de Palestijns-Amerikaanse journaliste die in 2022 werd doodgeschoten.

## Optredens en samenwerkingen
Barghouti treedt regelmatig op met haar eigen band, met musici als Tony Roe (piano), Khalil Khoury (qanun), Diego Alva (basgitaar) en Ruven Ruppik (percussie). Daarnaast werkte ze samen met diverse orkesten, waaronder Phion, het Metropole Orkest en het Amsterdams Andalusisch Orkest. NRC schreef over een van Barghouti's concerten met Phion en Aylin Sezer:  "De geweldige Palestijnse Barghouti betovert met twee liederen van Wahab (‘Sakan Al-Layl’ en ‘Inta Omry’), sterk begeleid door Phion."
Barghouti gaf concerten in veel landen en steden, waaronder Parijs (Théâtre de la Ville), Londen, New York, Istanbul, Beirut en  Caïro. Ook trad ze op in Podium Klassiek. In 2013 trad ze op voor de Verenigde Naties ter gelegenheid van de International Day of Solidarity with the Palestinian People. In 2019 ging Barghouti op tournee met het Palestine Youth Orchestra. Ze trad tijdens deze tournee onder andere op in het Koninklijk Concertgebouw. De Volkskrant schreef hierover dat Barghouti "in improvisaties haar ongekend lenige stem deed wenden met aan jazz schurende loopjes."
In 2011 werkte Barghouti naast onder andere Rim Banna mee aan het album A Time to Cry - A Lament over Jerusalem.  In 2021 verzorgde Barghouti de zang op het nummer Sumud van Fresku. In 2023 verzorgde Barghouti de vocalen op Xena van Skrillex.

## Awards en successen
In 2020 won Barghouti de Young Talent Award van het Koninklijk Concertgebouw.
In 2024 bereikte Barghouti de 1e plaats van The Official Lebanese Top 20 (OLT20) met Li Fairuz, haar versie van Li Beirut van Fairuz. The Official Lebanese Top 20 wordt samengesteld door IPSOS en is een lijst van liedjes die de afgelopen week het meest zijn gedraaid op Libanese radiozenders.

## Discografie
- Nai 1 (2022)[2]